# Gustavo Vasconcelos
Luiz Gustavo Ferreira de Vasconcelos conhecido somente por Gustavo Vasconcelos (Viçosa, 10 de setembro de 1970) é um lutador de jiu jitsu brasileiro.[carece de fontes?]

## Vida
Filho de Elias Vilela de Vasconcelos e Eliane Ferreira de Vasconcelos, foi criado por seus avós Aloisio de Almeida vasconcelos (em memória) e Irene Vilela de Vasconcelos (em memória). Cresceu na pequena cidade de Viçosa interior do Alagoas onde tem sua academia e dá aulas para crianças carentes e todos aqueles que queiram aprender a "arte suave" como é conhecida essa modalidade de luta.

## Profissional
Fez parte da equipe De La Riva de Jiu jitsu. Hoje está na equipe Kimura.
Conquistou o 3º lugar no Campeonato Mundial em 2009.
Antes, Gustavo conquistara medalha de prata no mundial de 2004, bronze por três anos consecutivos (2005, 2006 e 2007), e, em 2008, prata e bronze por duas categorias diferentes. Naquele ano, também conquistou a medalha de prata no Pan-Americano em Salvador (Bahia).